# Chong (mytisk gestalt)
Chong är i kinesisk mytologi en gestalt som utsågs till att bringa ordning i det kaos som uppstod när himmelen och jorden började lägga sig i varandras angelägenheter.
Kinas första kejsare gjorde anspråk på att vara ättlingar till Chong och Li.